# Filipp Walerjewitsch Nikandrow
Filipp Walerjewitsch Nikandrow (russisch Филипп Валерьевич Никандров; * 1968 in Leningrad) ist ein russischer Architekt. Sein Arbeitsschwerpunkt sind Hochhäuser und Großprojekte mit gemischter Nutzung. Zu seinen größten Projekten gehören der Evolution Tower im Moskauer Finanzviertel und der erste Bauabschnitt des Lachta-Zentrums in Sankt Petersburg, des zurzeit höchsten Wolkenkratzers in Europa.

## Leben
Nikandrow begann seine berufliche Laufbahn 1990 im Institut für Städtebau und später im Architekturbüro von Juri Mitjurew. Im Jahr 1997 war er als Seniorarchitekt bei der Firma RMJM für das Design verschiedener Projekte in Großbritannien, dem Nahen Osten und später in Russland verantwortlich. 2011 wechselte Nikandrow als Chefarchitekt zu dem russischen Generalplaner Gorproject und ist dort für den Entwurf verschiedener Hochhausprojekte in Moskau und Sankt Petersburg verantwortlich.

## Werke

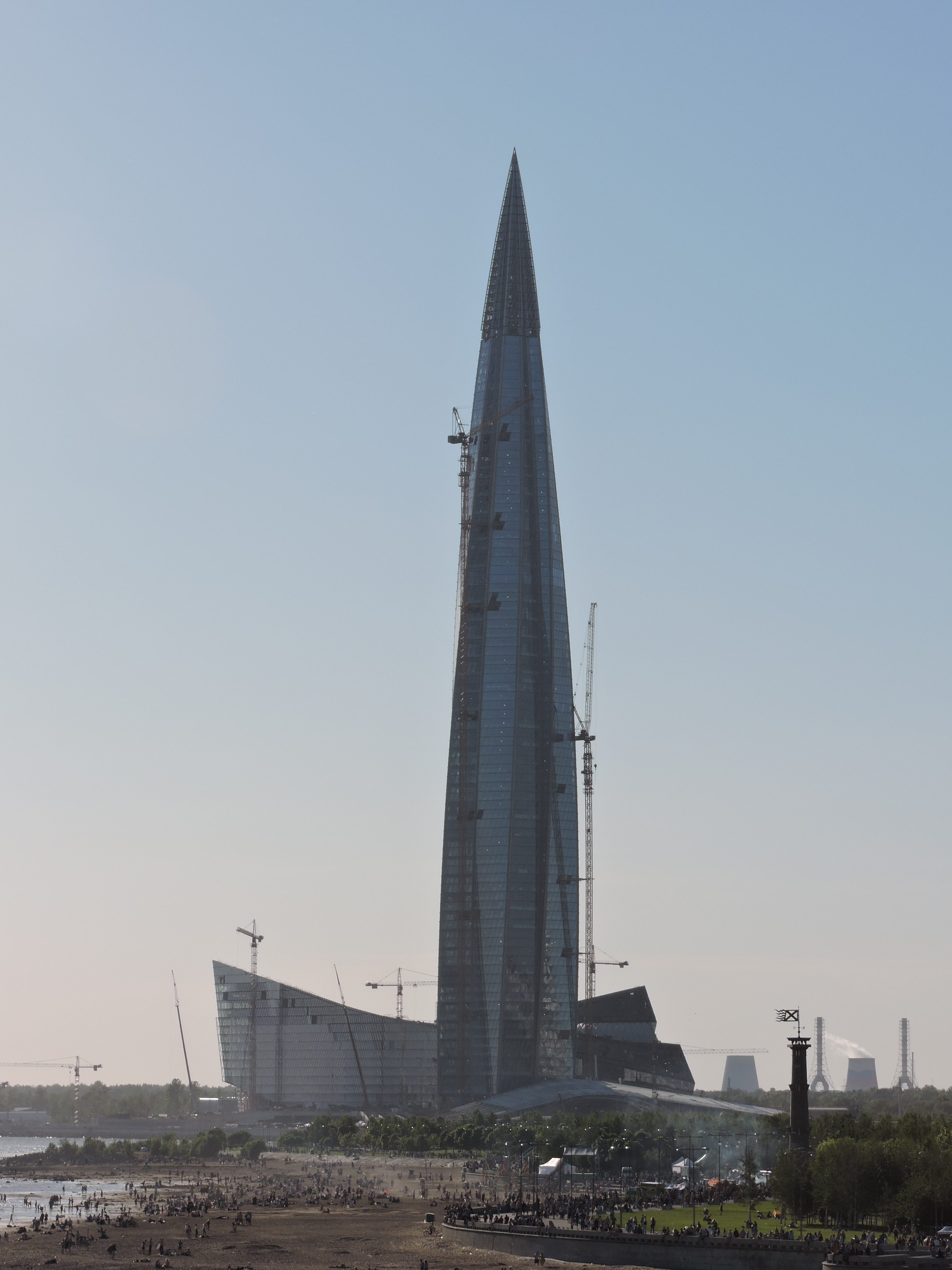
Lachta-Zentrum in Sankt Petersburg

Als Leiter des Designteams nahm er an diversen internationalen und regionalen Wettbewerben teil. Eines seiner bekanntesten Großprojekte war das Okhta Center (später Lachta-Zentrum), das er vom Wettbewerb bis zur Fertigstellung 2010 begleitete. Kurz vor der Fertigstellung befindet sich das Lachta-Zentrum, die Gazprom-Zentrale in Sankt Petersburg, das mit einer geplanten Höhe von 465 Metern das höchste Gebäude in Europa sein wird.
Als Chefarchitekt entwarf Filipp Nikandrow den Moskauer Evolution Tower entworfen und betreute den Bau bis zur Fertigstellung 2015. Der Evolution Tower erhielt internationale und nationale Auszeichnungen: Platz 2 bei den Emporis Skyscraper Awards 2016, Finalist der CTBUH Best Tall Building Awards 2015 und Finalist des MIPIM Award 2016, FIABCI 2018 Prix d’Excellence (Gold für das beste Bürogebäude der Klasse A).